# Campus for Finance
Der Campus for Finance e. V. ist ein von Studenten der WHU – Otto Beisheim School of Management und dem "Stiftungslehrstuhl für Finanzwirtschaft" der WHU, 2001 gegründeter Verein zur Ausrichtung und Förderung der studentisch organisierten Campus for Finance-Konferenzen an der WHU in Vallendar. Der Verein richtet die "Campus for Finance – WHU New Year's Conference" und die "Campus for Finance – WHU Private Equity Conference" aus. Ziel und Motto des Vereins ist es, Studenten die Finanzindustrie näherzubringen, Teilnehmer sowohl mit Firmen als auch mit Sponsoren zusammenzubringen und auch Unternehmen aus der Finanzindustrie miteinander zu vernetzen. Während der Konferenz finden auf dem Campus der WHU Karrieremessen sowie Reden und Podiumsdiskussionen mit verschiedenen Akteuren aus dem Finanzsektor statt.

## Geschichte
Die erste Campus for Finance – WHU New Year’s Conference wurde 2001 von Studierenden der WHU gemeinsam mit der Hilfe von Markus Rudolf und dem Stiftungslehrstuhl für Finanzwirtschaft der WHU – Otto Beisheim School of Management unter dem Thema „Old/New Economy – One Finance“ ausgerichtet. Ziel dieser und der folgenden jährlichen Konferenzen war es, Forschung und Lehre mit wirtschaftlicher Praxis zu verbinden und einen fachübergreifenden Austausch anzuregen. Seit 2004 findet darüber hinaus jedes Jahr die Campus for Finance – WHU Private Equity Conference an der WHU statt, welche sich speziell mit Themen rund um Private Equity und besonders Growth Equity auseinandersetzt.

## Konferenzen
Die WHU New Year’s Conference und die WHU Private Equity Conference teilen ein gemeinsames Grundkonzept: Das zweitägige Programm setzt sich aus Reden, Podiumsdiskussionen, Workshops und Networking-Events zusammen. Im Rahmen der Konferenzen werden Studenten, Akademiker, Politiker, Wirtschaftsvertreter und Medienvertretern aus aller Welt zusammengebracht.

## WHU New Year’s Conference (NYC)
Die WHU New Year’s Conference ist mit jährlich etwa 500 Teilnehmern die größte Konferenz aus der Campus for Finance-Reihe. Sie behandelt jeweils zum Start des neuen Jahres ein aktuelles Thema aus der Finanzwirtschaft. Im Jahr 2014 fand die WHU New Year’s Conference erstmals nicht nur auf dem Campusgelände der WHU, sondern auch in der Rhein-Mosel-Halle in Koblenz statt. Im Jahr 2021 wurde die Konferenz aufgrund von COVID-19 zum ersten Mal vollständig digital abgehalten. Vor allem auf Wunsch der Partnerunternehmen und Sponsoren fand die Konferenz im Jahr 2023 (ab der Private Equity Conference 22 und New Years Conference 23) wieder vollständig auf dem Campus der WHU statt, um einen intensiveren Austausch zwischen den Teilnehmern zu gewährleisten. Im Jahr 2025 findet die Konferenz am 15. & 16. Januar unter dem Thema “25 Years of Change: Adapting and Advancing in a Volatile World” statt.

### Themen vergangener Konferenzen
- "Navigating the Future: Strategies for a Changing Financial Landscape", 2024
- "The Vicious Cycle of Economy – The Illusion of Control", 2023
- "The Cleansing Effect of Crisis – A Change in Global Economy", 2022
- "Global Shocks – Can Financial Systems save the Real Economy?", 2021
- "Big Banks, Low Margins – What is the Future of Banking?", 2020
- "Next Generation Finance: The Landscape is Changing – Are You?", 2019
- "Omnipresent Uncertainty – Chasing the Narrow Path Between Risk and Opportunity", 2018
- "Innovation in Finance – Shaping Tomorrow’s Business Models", 2017
- "Financing European Business – Where does the Future of Corporate and Institutional Funding lie", 2016
- "Cheap Money – Easy Borrowing, Tough Investing?", 2015
- "Tomorrow's Financial Services – Breakdown or Revival?", 2014
- "Financial Markets, Media & Politics: Who rules the world?", 2013
- "Sustainable Finance – How to benefit from global mega trends?!", 2012
- "Financial vs. Real Economy – Two Sides of the Same Coin?", 2011
- “Finance 2020 – Perspectives on Tomorrow’s Markets”, 2010
- “Behavioral Finance – How to Account for Irrationality?”, 2009
- “New Horizons for Financial Markets – Investing in a Changing World” 2008
- "Future of Banking – Between Markets and Institutions", 2007
- "Fixed Income – Lending, Borrowing and Taking Risk", 2006
- "Options and Futures: How Derivatives Shape Corporate Risk Management", 2005
- "Corporate Finance – How to Create Value?", 2004
- "Rationality of Stock Markets & Empirical Finance", 2003
- "Asset Management & Asset Pricing", 2002
- "Old/New Economy – One Finance", 2001[2][3]

## WHU Private Equity Conference (PEC)
Die WHU Private Equity Conference wird jedes Jahr im Frühjahr an der WHU – Otto Beisheim School of Management ausgerichtet. Der Fokus dieser Konferenz liegt auf den aktuellen Entwicklungen und Herausforderungen der Private Equity und Venture Capital Industrie. Akademiker und Studenten treffen während der Konferenz mit Führungskräften von Hedgefonds, Finanzinstituten, Beratungen, Rechtsanwälten und anderen Dienstleistern zusammen um über aktuelle Geschehnisse des jeweiligen Jahres zu diskutieren.

### Themen vergangener Konferenzen
- "Performance Differentiation Through Operational Value Creation" und "Replacing Capital Markets Through Private Growth Investors?!", 2016
- "Circling Around the same Targets", "The Changing Role of LPs" und "From Profitability to Growth", 2015
- "Private Equity Growing Up – Value Creation Strategies in a Maturing Market", 2014
- "Heading for new Shores – Crisis as a Chance", 2013
- "Private Equity 2.0 – Redefining the industry’s chessboard", 2012
- "Value Creation – Exploiting this Decade’s Opportunities", 2011
- “Finance 2020 – Perspectives on Tomorrow’s Markets”, 2010
- “Behavioral Finance – How to Account for Irrationality?”, 2009
- “New Horizons for Financial Markets – Investing in a Changing World” 2008
- "Future of Banking – Between Markets and Institutions", 2007
- "Fixed Income – Lending, Borrowing and Taking Risk", 2006
- "Options and Futures: How Derivatives Shape Corporate Risk Management", 2005
- "Corporate Finance – How to Create Value", 2004

## Liste ehemaliger Redner (Auswahl)
- John Forbes Nash, Jr., Princeton University, Nobelpreis 1994
- Bengt Holmström, Massachusetts Institute of Technology, Nobelpreis 2016
- Christian Sewing, CEO Deutsche Bank AG
- Karl Georg Altenburg, ehem. DACH-Chef JP Morgan, Senior Advisor und Mitglied des EMEA Advisory Board der Citigroup
- Helene von Roeder, CFO Vonovia SE
- Kasper Rorsted, CEO Adidas AG
- Oliver Behrens, CEO Morgan Stanley Europe SE
- Wolfgang Schäuble, ehem. Bundesfinanzminister
- Astrid Manroth, Director of Finance Strategy, European Climate Foundation
- Sir John Major, ehem. Premierminister des Vereinigten Königreichs
- Brady W. Dougan, ehem. CEO Credit Suisse
- Eric Cantor, ehem. U.S. House Majority Leader and Vice Chairman & Managing Director, Moelis & Company
- Oswald Grübel, ehem. CEO Credit Suisse und UBS
- Dame Clara Furse, ehem. CEO of the London Stock Exchange
- Jean-Claude Trichet, ehem. Präsident der Europäischen Zentralbank[4]
- Reinhard Selten, Universität Bonn, Nobelpreis 1994
- Finn E. Kydland, University of California, Santa Barbara, Nobelpreis 2004
- Robert Aumann, Hebrew University of Jerusalem, Nobelpreis 2005
- Hans-Paul Bürkner, ehem. CEO Boston Consulting Group
- Alexander Dibelius, ehem. CEO Germany, Austria, Russia and Central and Eastern Europe Goldman Sachs
- Eckhard Cordes, CEO Franz Haniel und Metro Group
- Axel A. Weber, Präsident Deutsche Bundesbank
- Jochen Sanio, Präsident der deutschen Bundesanstalt für Finanzdienstleistungsaufsicht (BaFin)
- Peter Wuffli, ehem. CEO UBS
- Paul Achleitner, Aufsichtsratsvorsitzender Deutsche Bank AG[5][6]

## Liste ehemaliger Partnerunternehmen (Auswahl)
- McKinsey & Company
- Boston Consulting Group
- Bain & Company
- Goldman Sachs
- Barclays
- HSBC
- Bank of America
- Blackstone

## Rezeption in der Wissenschaft
Beiträge der Reihe "Campus for Finance" wurden in der wissenschaftlichen Diskussion aufgegriffen. So wurde die Schrift "How to Pay a Non-family Manager in a Family Firm – a Multi-task Principal-agent Analysis" von Jörn Block und Joachim Henkel auf der "Campus for Finance – Research Conference 2009" über die Entgeltmodelle von Führungskräften aufgegriffen. Auch der Vortrag "Rational International Investment" von Campbell Harvey, gehalten auf der "Campus for Finance – New Year's Conference 2003", wurde weiter diskutiert.

## Rezeption in den Medien
Im Rahmen der Finanzkrise im Jahre 2008 strahlte n-tv einen Beitrag zur "Campus for Finance – New Year's Conference 2008" aus. Auf der "Campus for Finance – New Year's Conference 2010" äußerte Alexander Dibelius, Deutschlandchef der Investmentbank Goldman Sachs, die Meinung „Banken ... haben keine Verpflichtung, das Gemeinwohl zu fördern“. Hierfür erntete er erhebliche Kritik sowohl aus Politik und Gesellschaft als auch von Kollegen und erzeugt ein beträchtliches Medienecho. Gerade im Zusammenhang mit den hohen Steuerzuschüssen für die Bankenindustrie auf der ganzen Welt aufgrund der internationalen Finanzkrise wurde diese Aussage in Frage gestellt. Auch die Rede von Axel Wieandt fand ein reges Echo, da er auch auf die Pläne der Hypo Real Estate zur Gründung einer "Bad Bank" einging. Auch die Teilnahme von John F. Nash Jr. auf der Konferenz wurde in den Medien aufgegriffen.